# Округ Оугл (Илиноис)
Оугл (енгл. Ogle County) је округ у америчкој савезној држави Илиноис.

## Демографија
По попису из 2010. године број становника је 53.497, што је 2.465 (4,8%) становника више него 2000. године.
| Група             | 2000.          | 2010.          |
| Белци             | 47.057 (92,2%) | 47.425 (88,6%) |
| Афроамериканци    | 224 (0,4%)     | 483 (0,9%)     |
| Азијати           | 213 (0,4%)     | 250 (0,5%)     |
| Хиспаноамериканци | 3.066 (6,0%)   | 4.741 (8,9%)   |
| Укупно            | 51.032         | 53.497         |